# گوشلوب
گوشلوب (به لاتین: Goślub) یک روستا در لهستان است که در گمینا پیانتک واقع شده‌است.